# تطور الفراشات

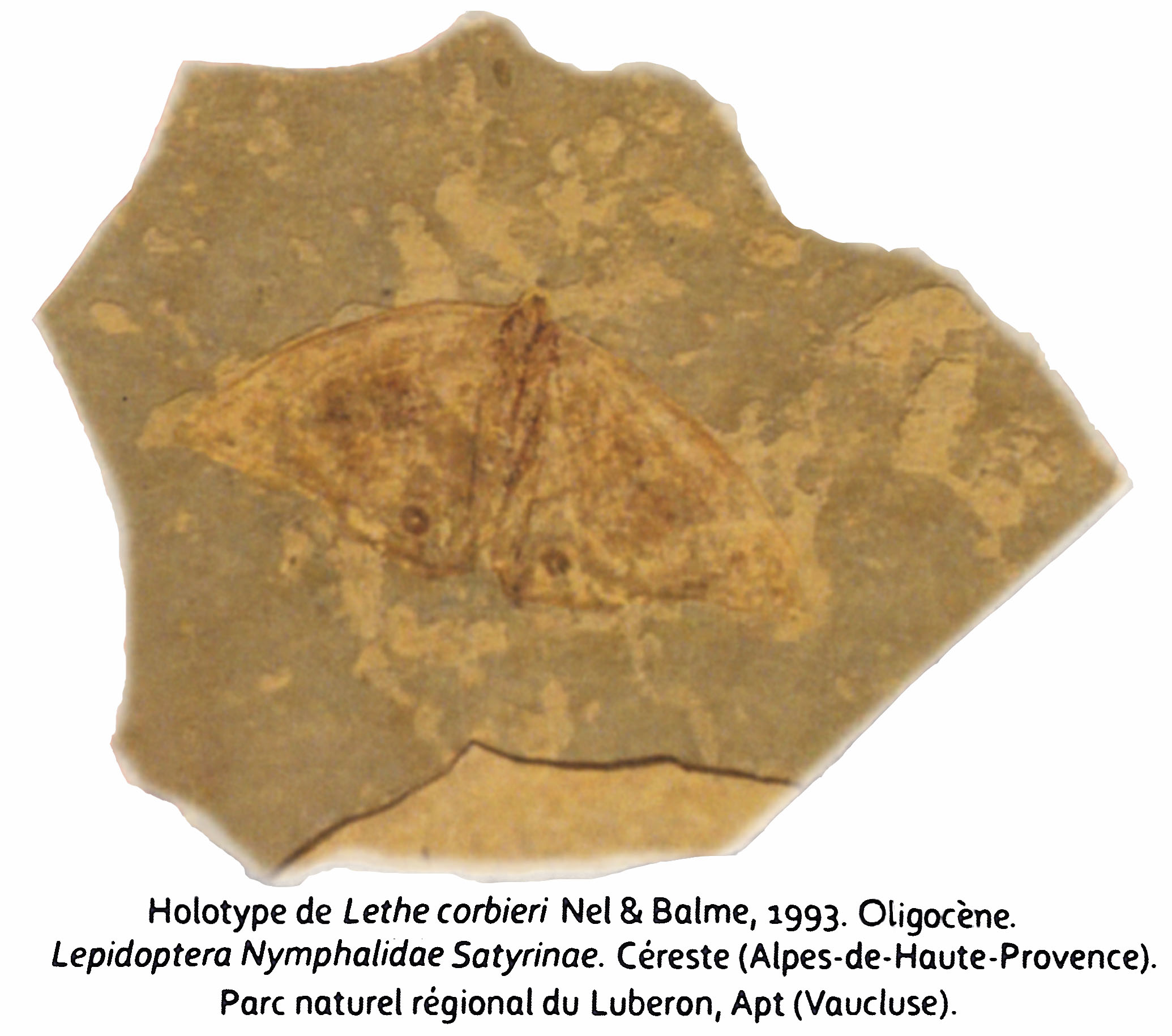
صورة فراشة

تطور الفراشات هو أصل وتنوع الفراشات عبر الزمن الجيولوجي وعلى جزء كبير من سطح كوكب الأرض. تعود أقدم أحافير مكتشفة لفراشات إلى منتصف العصر الإيوسيني قبل حوالي من 40 مليون إلى 50 مليون عاماً. يرتبط تطور الفراشات ارتباطاً وثيقاً بتطور النباتات المزهرة إذ تتغذى كل من الفراشات البالغة والأساريع على النباتات المزهرة. هنالك 45 ألف نوع فراشات من أصل نحو 220 ألف نوع من حرشفيات الأجنحة، وقد تطورت أنواع الفراشات هذه على الأرجح من العث. توجد الفراشات في جميع أنحاء العالم عدا القارة القطبية الجنوبية، وتنتشر بكثرة في المنطقة الاستوائية بصورة خاصة إذ يوجد منها هناك ثمانية فصائل مختلفة.

## خطوط الأدلة
بدأت الدراسة الحديثة للتصنيف الأعلى للفراشات باستخدام إرليش الفينيقي لمئات الصفات الشكلية التي تم التغاضي عنها مسبقاً على شكل جدول عبر العوائل والمجموعات الرئيسية (إرليش 1958). تابع سكوبل (1995) وعلماء آخرون البحث عن صفات جديدة ولكن من خلال تطبيقهم للتصنيف التفرعي. يتم دمج صفات اليرقات حالياً مع صفات الفراشات البالغة. أتاحت إضافة البيانات الجزيئية للباحثين حل التصنيفات التفرعية في العديد من الأنساب.
تم إيجاد المزيد من الأدلة من علم الأحياء القديمة إذ تم التعرف على 50 مستحاثة تعود للفراشات وذلك من خلال علم التشكل ودراسة التنادد، ومن وعلم الوراثة الجزيئي والكيمياء الحيوية المُقارَنة، وعلم سلوك الحيوان المُقارَن، ومن خلال التوزعات الجغرافيَّة وعلم البيئة الحالي. وبالرغم من أن الفراشات هي من بين أكثر الحشرات التي تمت دراستها، إلَّا أن تلوح اكتشافات جديدة كل شهر تقريباً ويبدو أن إمكانية إيجاد تصنيف ثابت للفراشات مبني على التصنيفات الفرعية المدعومة بقوة قد غدت في متناول اليد.

### الحفريات
تمت تغطية أحافير الفراشات بشكل جيد من قبل جريمالدي وإنجل (2005) الذين أشاروا إلى ضعفهم في حل المجموعة الشقيقة من الفراشيات: فراشات 45 My تشبه إلى حد بعيد نظيراتها الحية. تشكلت الحفرية الأولى منذ حوالي 40 إلى 50 مليون سنة.

### النباتات المضيفة
تلجأ بعض أنواع الساتيراوات إلى استخدام السراخس كنباتات مضيفة لليرقات، وليس من المستحيل أن تكون الفراشات قد نشأت في وقتٍ سابق للنباتات كاسيات البذور المضيفة لها.

## تاريخ النشأة
يرى بعض الباحثون أنه من المرجح أَنْ الفراشات قد نشأت في العصر الطباشيري في الوقت الذي كان فيه تموقع القارات مختلف عن موقعها حالياً، وحين كان مناخ العالم مغاير أيضاً. وهذا في نفس وقت حصول إشعاع كاسيات البذور الكبير. وبالتالي فإنهُ يجب دراسة الفراشات من خلال وضع واختبار الفرضيَّات التي تبحث في شجرة التطور السلاليَّة والجغرافيا الحيوانيَّة التاريخيَّة. يذهب الباحثون الذي يقبلون بفرضيّة نشأة الفراشات في العصر الطباشيري عموماً إلى تفضيل فرضيّة الجغرافيا الحيوانية ذات الانتواع متباين الموطن من أجل تفسير توزع السلالات الرئيسيَّة للفراشات في جميع أنحاء العالم، في حين يعتمد باحثون آخرون ممن يُفضِّلون العصر الجيولوجي الثالث على فرضيَّات التشتيت (لاماس، 2008).